# Bhuma
Bhuma är en ort i Indien.   Den ligger i distriktet Sīkar och delstaten Rajasthan, i den nordvästra delen av landet, 240 km väster om huvudstaden New Delhi. Bhuma ligger 354 meter över havet och antalet invånare är 5 743.
Terrängen runt Bhuma är platt. Runt Bhuma är det tätbefolkat, med 257 invånare per kvadratkilometer. Närmaste större samhälle är Lachhmangarh Sīkar, 10,2 km öster om Bhuma. Trakten runt Bhuma består till största delen av jordbruksmark.